# Sandy Park
Sandy Park est une enceinte sportive anglaise située à Exeter destinée au rugby à XV utilisée par le club de rugby des Exeter Chiefs.
Le stade a une capacité de 12 300 places. Au mois de juillet 2012, le club anglais propose au city council un plan d'expansion du stade pour étendre sa capacité à 20 000 places.

## Coupe du monde de rugby à XV 2015
Il fait partie des stades choisis pour accueillir des matchs de poule de la Coupe du monde de rugby à XV 2015. Pour cette compétition, il a une capacité de 12 300 places. Trois matchs s'y disputent.
| Poule C | Tonga   | 35 - 21 | Namibie  |
| Poule C | Namibie | 16 - 17 | Géorgie  |
| Poule D | Italie  | 32 - 22 | Roumanie |

## Galerie

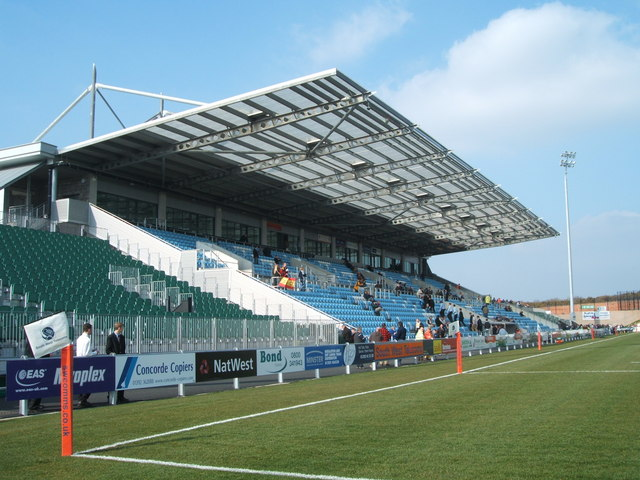
Tribune principale.
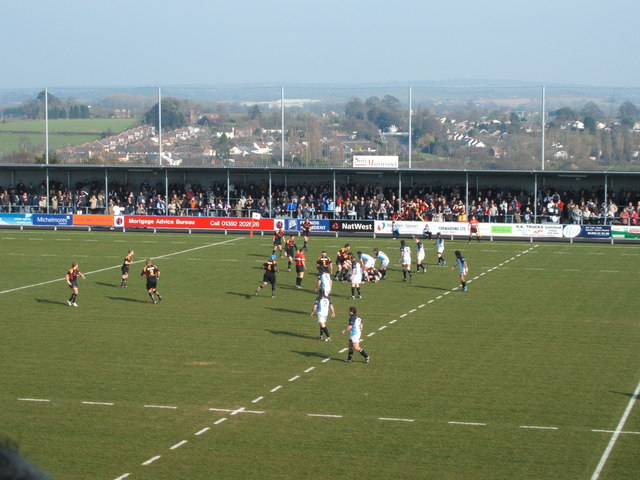
Tribune 2.